# Michael Rodenstock
Michael Rodenstock (* 11. März 1885 in Ilberstedt; † 2. Mai 1933 in Duisburg) war ein deutscher Gewerkschafter.

## Leben und Wirken

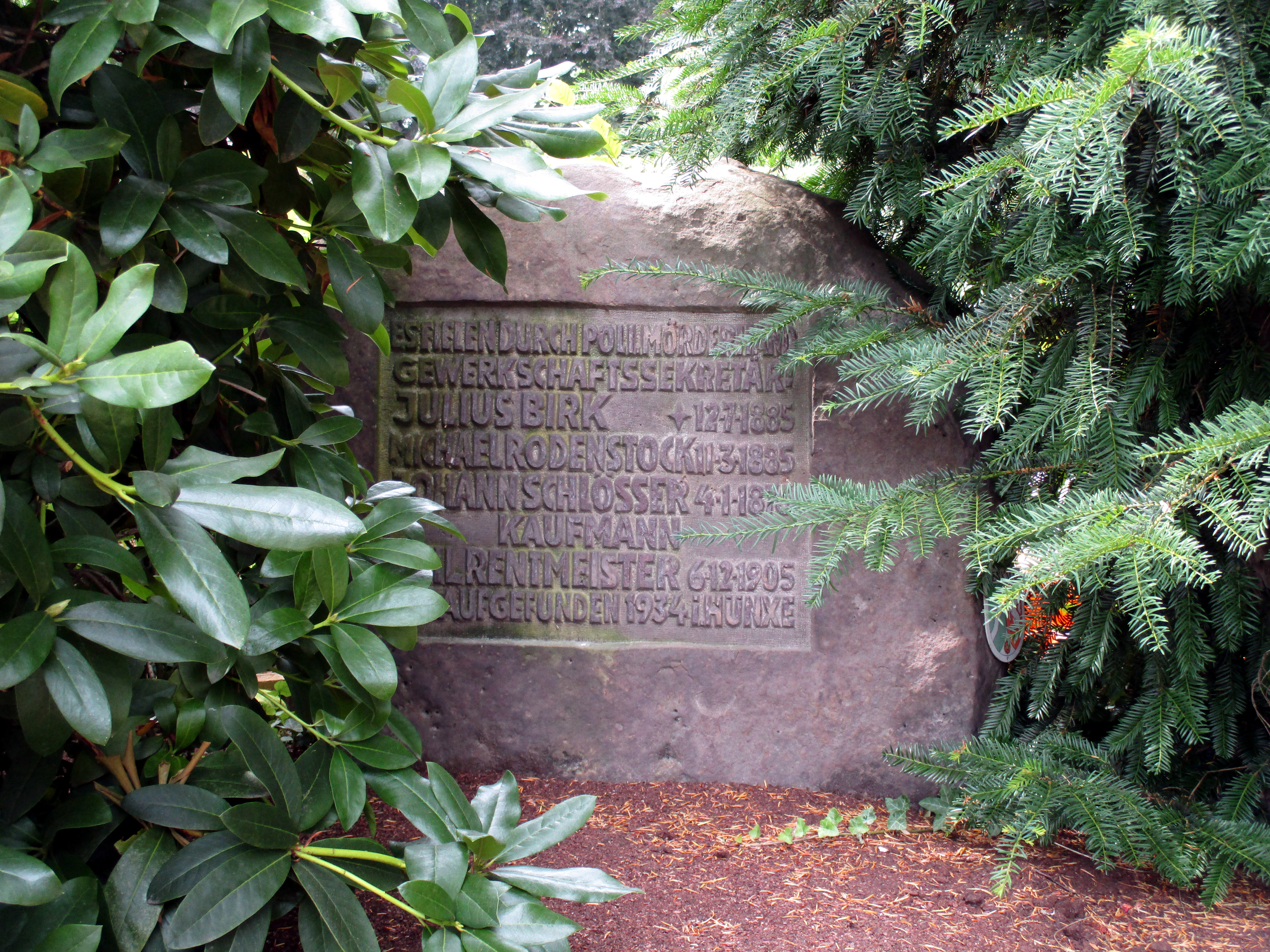
Grabstein der von den Nazis ermordeten Gewerkschafter auf dem Dinslakener Parkfriedhof. Michael Rodenstock wurde hier bestattet.

Nach dem Schulbesuch erlernte Rodenstock von 1899 bis 1903 das Schmiedehandwerk. Noch während seiner Lehrzeit begann er sich in der SPD und in der Gewerkschaftsbewegung – zunächst im Deutschen Metallarbeiterverband – zu engagieren, in denen er später eine Reihe von Funktionärsposten übernahm. Auf seiner Wanderschaft kam er 1906 nach Duisburg, wo er eine Anstellung als Werkzeugschlosser fand und heiratete.
Am Ersten Weltkrieg nahm Rodenstock als „unabkömmlich“ gestellt nicht teil. Als die SPD sich während des Krieges spaltete, schloss Rodenstock sich der USPD an, für die er ab 1918 einem Arbeiterrat angehörte. 1919 wechselte er zur KPD, für die er seit 1919 der Duisburger Stadtverordnetenversammlung angehörte. Um 1920 wurde er Mitglied des Gemeinde- und Staatsarbeiterverbandes. Als Gegner des stalinistischen Kurses der KPD-Führung kehrte Rodenstock 1925 zur SPD zurück für die er 1. Vorsitzender des SPD-Ortsvereins sowie Vorsitzender des Reichsbanners Schwarz-Rot-Gold im Duisburger Stadtteil Wanheimerort wurde. Ferner war Rodenstock seit dieser Zeit Sekretär des Gesamtverbandes der Arbeitnehmer der öffentlichen Betriebe.
Wenige Wochen nach dem Machtantritt der Nationalsozialisten im Frühjahr 1933 wurde Rodenstock am 2. Mai 1933 in seiner Wohnung in Wanheimerort von Angehörigen der SA verhaftet und in den Keller des als provisorisches Gefängnis genutzte Haus der Freien Gewerkschaft in der Ruhrorterstraße 11 verschleppt. Dort wurde er nach schweren Misshandlungen zusammen mit drei weiteren Gewerkschaftern (Julius Birk, Emil Rentmeister und Johann Schlösser) erschlagen. Um die Tat zu vertuschen, wurden die Toten zunächst im Hünxer Wald bei Dinslaken verscharrt und das Gerücht lanciert, die Männer seien mit Gewerkschaftsgeldern ins Ausland gegangen. Rodenstock wurde zur Aufrechterhaltung des Scheins zudem eine fingierte Kündigung seines Arbeitsverhältnisses zugestellt. Die Leichen von Rodenstock und den anderen drei Männern wurden erst am 21. Mai 1934 zufällig durch Spaziergänger aufgefunden und auf dem Dinslakener Friedhof beigesetzt.
Seit dem 29. August 2009 trägt das Haus, in dem der SPD-Ortsverein Wanheimerort seine Büros hat den Namen Michael-Rodenstock-Haus, um an Rodenstocks „Einsatz für die Demokratie bis zu seiner Ermordung durch die Nationalsozialisten“ zu erinnern. Des Weiteren erinnern eine 1984 von der Bildhauerin Hede Bühl geschaffene Skulptur in Gestalt eines gefesselten menschlichen Torsos, die sich auf dem Burgplatz vor dem Duisburger Rathaus befindet, sowie eine 2004 geschaffene Skulptur von Dani Karavan, die vor dem Duisburger Gewerkschaftshaus steht, an Rodenstock und die anderen drei Gewerkschaftssekretäre.